# Jan-Michael Vincent
Pour les articles homonymes, voir Vincent.
Jan-Michael Vincent, né le 15 juillet 1944 à Denver (Colorado) et mort le 10 février 2019 à Asheville (Caroline du Nord), est un acteur américain.
Il est principalement connu pour le rôle emblématique de Springfellow Hawke dans la série télévisée d'action Supercopter (Airwolf) de 1984 à 1986, ainsi que pour son rôle dans le film Big Wednesday (1978) de John Milius. 
Jeune premier à la carrière prometteuse, Jan-Michael Vincent devient ensuite une vedette de la télévision dans les années 1980, mais de nombreux problèmes personnels (alcool, drogue, divorces, etc.) font décliner sa carrière et il connaît ensuite une véritable déchéance sociale. Il cesse de tourner au début des années 2000.

## Biographie

### Famille et formation
Jan-Michael Vincent naît en 1944 dans le comté d'Adams près de Denver dans le Colorado. Il est le fils de Lloyd Whiteley Vincent et de Doris Jane Pace.

### Débuts prometteurs et notoriété internationale
Jan-Michael Vincent commence sa carrière dans les années 1960. Il joue dans plusieurs films et séries (comme Bonanza) qui le font peu à peu connaître aux États-Unis, lui forgeant une image de playboy. Dans les années qui suivent, il joue (parfois sous le nom raccourci de Michael ou Mike Vincent) aux côtés de plusieurs figures du cinéma comme John Wayne et Rock Hudson (Les Géants de l'Ouest en 1969), Charles Bronson, Gene Hackman ou encore Kim Basinger. Il gagne en notoriété en apparaissant dans des films comme La Chevauchée sauvage (1973) de Richard Brooks.
En 1978, il tourne dans le film Big Wednesday de John Milius, récit initiatique dans le milieu des surfers californiens qui accroît sa notoriété. En 1983, il joue, aux côtés de Robert Mitchum, l'un des rôles principaux de la mini-série Le Souffle de la guerre, qui remporte un vif succès.
Mais c'est l'année suivante, avec le rôle de « Stringfellow Hawke » (Springfellow Hawke dans la version française) qu'il décroche dans la célèbre série Supercopter, qu'il devient, à l'aube de la quarantaine, une star internationale de la télévision, faisant le bonheur des magazines télé et de la presse people des années 1980. Il campe ce personnage durant trois saisons et est à l'époque, grâce à la série, l'acteur américain de télévision le mieux payé (la presse évoque un salaire de 200 000 dollars par épisode).

### Fin de carrière prématurée et chaotique
Cependant, les problèmes récurrents de drogue et surtout d'alcool de Jan-Michael Vincent font que les producteurs finissent par le renvoyer de la série Supercopter lors de la troisième saison, en 1986, car l'acteur a de plus en plus de mal à tenir son rôle. Dès lors, sa vie privée comme sa vie professionnelle deviennent particulièrement problématiques et l'acteur n'apparaît plus, à de rares exceptions près, que dans des films de série B. 
Il sera en outre coupable dans les années 1990 d'un accident de voiture alors qu'il était en état d'ivresse, qui lui laissera des cicatrices sur le visage et le blessera aux cordes vocales. Cet accident survient au moment où il s'investit dans la production d'un film, Red Line (1996), où il apparaît avec des cicatrices sur le visage ainsi que son bracelet d'identification de l'hôpital, achevant de ruiner son image de playboy auprès des producteurs.
Après des années de déchéance, devenant notamment SDF dans les rues de Los Angeles durant quelques mois, il se retire définitivement des plateaux de tournage en 2003.

### Vie privée
En 1974, Jan-Michael Vincent épouse Bonnie Poorman, son amour de lycée, qui lui a donné en 1972 son seul enfant, sa fille Amber Springbird. Ils se séparent en 1976. En 1985, il épouse Joanne Germaine Robinson (1956-2017), de près de 15 ans sa cadette, avec laquelle il sort depuis la fin des années 1970. Elle le quitte en 1994, l'accusant de violences conjugales et d'abus sexuels, et obtient une ordonnance d'éloignement contre lui. Anéanti par cette séparation, il fait une tentative de suicide deux semaines plus tard en précipitant sa voiture dans une falaise, mais s'en sort malgré de nombreuses blessures. Joanne s'affichera cependant à ses côtés de manière complice, allant jusqu'à poser la tête sur son épaule, lors du tournage en 1996 d'un documentaire consacré à l'acteur. Le fils qu'elle met au monde l'année suivante (1997) porte le nom de famille « Vincent ». 
En 1995, il est condamné à 374 000 dollars d'amende après la plainte d'une femme se présentant comme une ancienne petite amie, qui déclare avoir été agressée par l'acteur après leur rupture, ce qui lui aurait fait perdre l'enfant qu'elle portait. Les années suivantes, il survit par chance à deux graves accidents de voiture. Dans le premier en 1996, il se fracture trois vertèbres cervicales et ses cordes vocales sont irrémédiablement abîmées lors de son intubation à l'hôpital. Concernant cet accident, il dira en 2007 lors d'une interview télévisée n'avoir aucun souvenir du crash,.
En 2000, toujours alcoolique, Jan-Michael Vincent enfreint sa mise à l'épreuve, agresse sa femme d'alors, Patricia Ann Vincent, et passe deux mois en prison. En 2008, il est une nouvelle fois impliqué dans un accident de la route.
En octobre 2014, alors qu'il est interviewé sur son lieu de résidence, à Vicksburg dans le Mississippi, par le tabloïd National Enquirer, l'acteur, alors âgé de 70 ans, y apparaît terriblement vieilli, diminué et marqué par les épreuves : ruiné, amputé à deux reprises de la jambe droite deux ans plus tôt à la suite d'une septicémie consécutive à des troubles artériels qui a failli entraîner sa mort, il ne se déplace plus qu'occasionnellement, que ce soit en fauteuil roulant ou en déambulateur avec sa prothèse de jambe. Il semble en outre souffrir de problèmes de mémoire, disant notamment n'avoir qu'un vague souvenir de son personnage de Supercopter. Sa femme, Patricia Ann, confirme également qu'il est endetté pour un montant de 70 000 dollars,.

### Mort
Le 8 mars 2019, le site TMZ annonce la mort de Jan-Michael Vincent survenue le 10 février 2019 à l'âge de 74 ans, des suites d'un arrêt cardiaque après un séjour de longue durée dans un hôpital d'Asheville en Caroline du Nord, le site web ayant pu consulter son acte de décès,. Selon TMZ, sa dépouille a été incinérée.

## Filmographie

### Cinéma
- 1967 : The Hardy Boys: The Mystery of the Chinese Junk  de Larry Peerce : Tony Prito
- 1967 : The Bandits de Robert Conrad et Alfredo Zacarías : Taye « Boy » Brown
- 1968 : La Brigade des cow-boys de William Hale : Little Bit Luck
- 1969 : Les Géants de l'Ouest d'Andrew V. McLaglen : Bubba Wilkes
- 1971 : L'Affrontement de Herbert B. Leonard : Jimmy Graham
- 1972 : Le Flingueur de Michael Winner : Steve McKenna
- 1973 : Nanou, fils de la Jungle de Robert Scheerer : Nanu
- 1974 : Buster and Billie de Daniel Petrie et Sidney Sheldon : Buster Lane
- 1975 : La Chevauchée sauvage de Richard Brooks : Carbo
- 1975 : La Route de la violence (White Line Fever) de Jonathan Kaplan : Carrol Jo Hummer
- 1976 : Baby Blue Marine de John D. Hancock : Marion
- 1976 : Shadow of the Hawk de George McCowan et Daryl Duke : Mike
- 1976 : Milice Privée (Vigilante Force) de George Armitage : Ben Arnold
- 1977 : Les Survivants de la fin du monde de Jack Smight : Tanner
- 1978 : American Party ou Graffiti Party (Big Wednesday) : Matt Johnson
- 1978 : La Fureur du danger de Hal Needham : Ski
- 1980 : Les Massacreurs de Brooklyn de John Flynn : Tommy
- 1980 : The Return de Greydon Clark : Wayne
- 1981 : Hard Country de David Greene : Kyle
- 1983 : Last Plane Out de David Nelson : Jack Cox
- 1985 : Get Out of My Room de Cheech Marin : l'officier de l'immigration
- 1987 : Territoire Ennemi (Enemy Territory) de Peter Manoogian : Parker
- 1987 : American chicano (Born in East L.A.) de Cheech Marin : McCalister
- 1989 : Hit List de William Lustig : Jack Collins
- 1989 : Trouble Jeu (Dirty Games) de Gray Hofmeyr : Kepler West
- 1990 : In Gold We Trust : Oliver Moss
- 1990 : Alienator de Fred Olen Ray : le commandant
- 1990 : Demonstone d'Andrew Prowse : Andy Buck
- 1990 : Xtro 2 Activité extra-terrestres de Harry Bromley Davenport : le docteur Ron Shepard
- 1990 : In Gold We Trust  de Chalong Pakdeevijit (en) : Oliver Moss
- 1991 : Hangfire de Peter Maris : Le colonel Johnson
- 1991 : Raw Nerve de David A. Prior : le lieutenant Bruce Ellis
- 1992 : Raid sur le Mékong (Beyond the Call of Duty) de Cirio H. Santiago : Len Jordan
- 1993 : Midnight Witness de Peter Foldy : Lance
- 1993 : Péchés Capitaux (Sins of Desire) de Jim Wynorski : Warren Robillard
- 1993 : Hidden Obsession de John Stewart : Ben Scanlon
- 1993 : Deadly Heroes de Menahem Golan : Cody Grant
- 1993 : Indecent Behavior de Lawrence Lanoff : Tom Mathis
- 1994 : Ipi Tombi de Donald Hulette et Tommie Meyer : Steven Gilbert
- 1995 : Abducted II: The Reunion de Boon Collins : Brad Allen
- 1995 : Codename: Silencer de Talun Hsu : Détective Reinhart
- 1995 : Ice Cream Man de Paul Norman : l'inspecteur Gifford
- 1995 : Russian Roulette - Moscow 95 de Menahem Golan : Capitaine Nazarov
- 1996 : The Last Kill de Riffat A. Khan
- 1998 : Buffalo '66 de Vincent Gallo : Sonny
- 1998 : No Rest for the Wicked de John Sjogren
- 2000 : Escape to Grizzly Mountain d'Anthony Dalesandro : Trapper
- 2000 : The Thundering 8th de Donald Borza II : Otis Buchwald
- 2003 : White Boy de John Marino : Ron Masters

### Télévision
- 1967 : Badge 714 : Rick Schneiderman
- 1968 : Lassie : Chris Hanford
- 1968-1969 : Bonanza : Eddie / Rick Miller
- 1968-1970 : L'Île du danger (en) : Bo
- 1970 : Amicalement vôtre : le pilote d'hélicoptère (non crédité)
- 1983 : Le Souffle de la guerre : Byron Henry
- 1984-1986 : Supercopter : Stringfellow Hawke (Springfellow Hawke en VF)
- 1991 : The Final Heist (téléfilm) de George Mihalka : David King
- 1992 : Le Rebelle : Max le Biker
- 1997 : Nash Bridges (épisode « Revelations ») : Bobby Chase

## Distinctions

### Prix
- 1976 : lauréat du Western Heritage Award du meilleur film pour La Chevauchée sauvage (1976) partagé avec John C. Champion (réalisateur), Richard Brooks (scénariste), Ben Johnson (acteur), Candice Bergen (acteur), James Coburn (acteur) et Gene Hackman (acteur).

### Nominations
- 1972 : nomination au Golden Globe du meilleur acteur dans un second rôle dans un drame pour L'Affrontement (1971)
- 1984 : nomination au Golden Globe du meilleur acteur dans un second rôle dans une mini-série pour Le Souffle de la guerre (1983)

## Dans la culture populaire
Dans la série animée Rick et Morty (saison 2, épisode 8, « Câble interdimensionnel 2 : Tenter le destin »), une parodie de Jan-Michael Vincent apparaît quand les personnages regardent sur le câble inter-dimensionnel la bande annonce d'un film d'une autre dimension, appelé « Jan Quadrant Vincent 16 » mettant en vedette des versions romancées de Jan-Michael Vincent.